# Terry Jenkins
Terry Jenkins (Ledbury, 26 september 1963) is een dartsspeler uit Herefordshire, Engeland die uitkwam voor de PDC. Zijn bijnamen waren The (Raging) Bull en Tucker.

## Carrière
Na jaren bekend te hebben gestaan als een goede vloerspeler is Jenkins  in 2006 definitief doorgebroken op de grotere toernooien. Zo bereikte hij in oktober 2006 de finale van de SkyBet World Grand Prix in Dublin, door achtereenvolgens Andy Jenkins, Andy Callaby, Bob Anderson en Peter Manley te verslaan. De finale verloor The Bull, na een 4-4-tussenstand, met 4-7 (in sets) van dertienvoudig wereldkampioen Phil Taylor.
Op 15 april 2007 won The Raging Bull de Antwerpen Darts Trophy door Colin Lloyd met 3-1 in sets in de finale te verslaan. Wat bijzonder is aan deze prestatie is dat hij dit PDC-toernooi hiermee voor het derde opeenvolgende jaar wist te winnen.
In 2018 ging hij met "pensioen", hij doet nog wel mee met demonstratietoernooien, maar geniet verder van zijn antiekwinkeltje en zijn gezin. In 2022 deed Jenkins wel nog mee met de WDF Belgium Open waar hij de laatste 32 haalde. In 2023 speelde Jenkins vervolgens bij de WDF de Irish Open en Irish Classic waar hij respectievelijk de laatste 64 en laatste 32 behaalde.

## Resultaten op wereldkampioenschappen

### PDC
- 2005: Laatste 16 (verloren van Ronnie Baxter 2–4)
- 2006: Laatste 32 (verloren van Andy Hamilton 1–4)
- 2007: Kwartfinale (verloren van Andy Hamilton 4–5)
- 2008: Laatste 64 (verloren van Kirk Shepherd 2–3)
- 2009: Laatste 64 (verloren van Dennis Smith 1–3)
- 2010: Laatste 16 (verloren van Simon Whitlock 2–4)
- 2011: Halve finale (verloren van Gary Anderson 2-6)
- 2012: Kwartfinale (verloren van Adrian Lewis 3–5)
- 2013: Laatste 16 (verloren van Andy Hamilton 1–4)
- 2014: Laatste 64 (verloren van Per Laursen 2-3)
- 2015: Laatste 16 (verloren van Michael van Gerwen 1-4)
- 2016: Laatste 32 (verloren van Mark Webster 0-4)

### WSDT (Senioren)
- 2022: Halve finale (verloren van Martin Adams met 2-4)
- 2023: Laatste 16 (verloren van Mark Dudbridge met 1-3)
- 2024: Laatste 32 (verloren van Paul Hogan met 1-3)

## Resultaten op de World Matchplay

### PDC
- 2003: Laatste 32 (verloren van Colin Lloyd met 8-10)
- 2005: Laatste 16 (verloren van Peter Manley met 10-13)
- 2006: Laatste 32 (verloren van Lionel Sams met 7-10)
- 2007: Runner-up (verloren van James Wade met 7-18)
- 2008: Laatste 16 (verloren van Dennis Priestley met 11-13)
- 2009: Runner-up (verloren van Phil Taylor met 4-18)
- 2010: Laatste 32 (verloren van Steve Brown met 6-10)
- 2011: Laatste 32 (verloren van Steve Beaton met 3-10)
- 2012: Halve finale (verloren van James Wade met 15-17)
- 2013: Laatste 16 (verloren van Phil Taylor met 12-14)
- 2014: Laatste 32 (verloren van Ian White met 4-10)
- 2015: Laatste 32 (verloren van Mensur Suljović met 9-11)
- 2016: Laatste 16 (verloren van Gary Anderson met 5-11)

### WSDT (Senioren)
- 2022: Kwartfinale (verloren van Robert Thornton met 6-8)

## Gespeelde finales hoofdtoernooien
PDC 
| Resultaat | Nr. | Jaar | Kampioenschap               | Tegenstander          | Score  | Variant |
| Runner-up | 1.  | 2006 | World Grand Prix            | Phil Taylor           | 4 – 7  | Sets    |
| Runner-up | 2.  | 2007 | Premier League Darts        | Phil Taylor           | 6 – 16 | Legs    |
| Runner-up | 3.  | 2007 | Las Vegas Desert Classic    | Raymond van Barneveld | 6 – 13 | Legs    |
| Runner-up | 4.  | 2007 | World Matchplay             | James Wade            | 7 – 18 | Legs    |
| Runner-up | 5.  | 2007 | World Grand Prix            | James Wade            | 3 – 6  | Sets    |
| Runner-up | 6.  | 2008 | Grand Slam of Darts         | Phil Taylor           | 9 – 18 | Legs    |
| Runner-up | 7.  | 2009 | World Matchplay             | Phil Taylor           | 4 – 18 | Legs    |
| Runner-up | 8.  | 2014 | UK Open                     | Adrian Lewis          | 1 - 11 | Legs    |
| Runner-up | 9.  | 2014 | European Darts Championship | Michael van Gerwen    | 4 – 11 | Legs    |

## Nine-dart finishes
| Datum            | Tegenstander | Toernooi                 | Methode                         | Prijs   |
| ---------------- | ------------ | ------------------------ | ------------------------------- | ------- |
| 14 december 2013 | Per Laursen  | World Darts Championship | 3 x T20; 3 x T20; T20, T19, D12 | £15,000 |